# Atletika na Letních olympijských hrách 2016 – skok vysoký muži
 Skok do výšky mužů na Letních olympijských hrách 2016 se uskutečnil od 14. do 16. srpna na Olympijském stadionu v Riu de Janeiru.

## Rekordy
Před startem soutěže byly platné rekordy následující:
| Světový rekord           | Javier Sotomayor (CUB)  | 2,45 m | Salamanca, Španělsko | 27. červenec 1993 |
| Olympijský rekord        | Charles Austin (USA)    | 2,39 m | Atlanta, USA         | 28. červenec 1996 |
| Nejlepší výkon roku 2016 | Mutaz Essa Baršim (QAT) | 2,40 m | Opole, Polsko        | 11. červen 2016   |

## Kalendář
Pozn. Všechny časy jsou v brazilském čase (UTC-3).
| Datum                 | Čas   | Kolo        |
| --------------------- | ----- | ----------- |
| Neděle 14. srpna 2016 | 20:30 | Kvalifikace |
| Úterý 16. srpna 2016  | 20:30 | Finále      |

## Výsledky
- Q Přímý postup po splnění kvalifikačního limitu
- q Dodatečný postup pro doplnění počtu účastníků finále na 12
- DNS Nestartoval
- DNF Nedokončil
- DSQ Diskvalifikován
- NM Žádný platný pokus
- x Neplatný pokus (přešlap)

- PB osobní rekord
- SB nejlepší výkon sezóny
- NR národní rekord
- CR kontinentální rekord
- OR olympijský rekord
- WR světový rekord

### Kvalifikace
Kvalifikační limit byl stanoven na 2,31 m. Na každé postupné výšce měli účastníci tři pokusy. Jelikož výšku 2,29 m úspěšně přeskočilo pouze 11 skokanů, laťka ve výšce kvalifikačního limitu se již nezdolávala. Do finále postoupilo 11 skokanů, kteří zdolali výšku 2,29 m a čtyři skokani, kteří zdolali na první pokus předchozí postupnou výšku 2,26 m a měli shodný zápis.
| Poř. | Skupina | Skokan                  | Země                   | 2,17 | 2,22 | 2,26 | 2,29 | Výsledek | Pozn. |
| ---- | ------- | ----------------------- | ---------------------- | ---- | ---- | ---- | ---- | -------- | ----- |
| 1    | A       | Mutaz Essa Baršim       | Katar                  | o    | o    | o    | o    | 2.29     | q     |
| 1    | A       | Bohdan Bondarenko       | Ukrajina               | -    | o    | -    | o    | 2,29     | q     |
| 1    | B       | Derek Drouin            | Kanada                 | o    | o    | o    | o    | 2,29     | q     |
| 1    | B       | Tihomir Ivanov          | Bulharsko              | o    | o    | o    | o    | 2,29     | q, SB |
| 5    | B       | Robert Grabarz          | Velká Británie         | -    | o    | xo   | o    | 2,29     | q     |
| 5    | B       | Erik Kynard             | Spojené státy americké | o    | o    | xo   | o    | 2,29     | q     |
| 7    | B       | Majededdin Ghazal       | Sýrie                  | -    | o    | o    | xo   | 2,29     | q     |
| 7    | A       | Andrij Procenko         | Ukrajina               | o    | o    | o    | xo   | 2,29     | q     |
| 9    | B       | Donald Thomas           | Bahamy                 | o    | o    | xo   | xo   | 2,29     | q     |
| 10   | A       | Trevor Barry            | Bahamy                 | o    | o    | xo   | xxo  | 2,29     | q, SB |
| 10   | A       | Brandon Starc           | Austrálie              | xo   | o    | o    | xxo  | 2,29     | q, SB |
| 12   | B       | Jaroslav Bába           | Česko                  | o    | o    | o    | xxx  | 2,26     | q     |
| 12   | A       | Luis Castro             | Portoriko              | o    | o    | o    | xxx  | 2,26     | q     |
| 12   | B       | Dimítrios Chondrokoúkis | Kypr                   | o    | o    | o    | xxx  | 2,26     | q, SB |
| 12   | A       | Kyriakos Ioannou        | Kypr                   | o    | o    | o    | xxx  | 2,26     | q     |
| 16   | A       | Chris Baker             | Velká Británie         | xo   | o    | o    | xxx  | 2,26     |       |
| 17   | A       | Ricky Robertson         | Spojené státy americké | o    | o    | xo   | xxx  | 2,26     |       |
| 18   | A       | Michael Mason           | Kanada                 | xo   | o    | xo   | xxx  | 2,26     |       |
| 18   | B       | Nauraj Singh Randhawa   | Malajsie               | xo   | o    | xo   | xxx  | 2,26     |       |
| 20   | B       | Dmytro Jakovenko        | Ukrajina               | o    | xxo  | xo   | xxx  | 2,26     | SB    |
| 21   | B       | Bradley Adkins          | Spojené státy americké | xxo  | xo   | xo   | xxx  | 2,26     |       |
| 22   | A       | Woo Sang-hyeok          | Jižní Korea            | o    | o    | xxo  | xxx  | 2,26     |       |
| 23   | B       | David Smith             | Portoriko              | o    | xo   | xxo  | xxx  | 2,26     |       |
| 24   | A       | Eike Onnen              | Německo                | o    | xxo  | xxo  | xxx  | 2,26     |       |
| 25   | A       | Wojciech Theiner        | Polsko                 | o    | o    | xxx  |      | 2,22     |       |
| 25   | B       | Jamal Wilson            | Bahamy                 | o    | o    | xxx  |      | 2,22     |       |
| 25   | B       | Zhang Guowei            | Čína                   | o    | o    | xxx  |      | 2,22     |       |
| 28   | B       | Mateusz Przybylko       | Německo                | xo   | o    | xxx  |      | 2,22     |       |
| 29   | B       | Arturo Chávez           | Peru                   | xxo  | o    | xxx  |      | 2,22     |       |
| 30   | B       | Sylwester Bednarek      | Polsko                 | o    | xo   | xxx  |      | 2,22     |       |
| 30   | A       | Andrei Churyla          | Bělorusko              | o    | xo   | xxx  |      | 2,22     |       |
| 32   | A       | Wang Yu                 | Čína                   | xo   | xo   | xxx  |      | 2,22     |       |
| 33   | A       | Silvano Chesani         | Itálie                 | o    | xxo  | xxx  |      | 2,22     |       |
| 34   | A       | Konstadinos Baniotis    | Řecko                  | xo   | xxo  | xxx  |      | 2,22     |       |
| 35   | A       | Matúš Bubeník           | Slovensko              | o    | xxx  |      |      | 2,17     |       |
| 35   | A       | Takashi Eto             | Japonsko               | o    | xxx  |      |      | 2,17     |       |
| 35   | A       | Hsiang Chun-Hsien       | Tchaj-wan              | o    | xxx  |      |      | 2,17     |       |
| 35   | B       | Edgar Rivera            | Mexiko                 | o    | xxx  |      |      | 2,17     |       |
| 35   | A       | Eugenio Rossi           | San Marino             | o    | xxx  |      |      | 2,17     |       |
| 35   | B       | Talles Frederico Silva  | Brazílie               | o    | xxx  |      |      | 2.17     |       |
| 41   | B       | Joel Baden              | Austrálie              | xo   | xxx  |      |      | 2,17     |       |
| 41   | A       | Dmitry Kroyter          | Izrael                 | xo   | xxx  |      |      | 2,17     |       |
| 43   | B       | Dzmitry Nabokau         | Bělorusko              | xxo  | xxx  |      |      | 2,17     |       |
| 43   | B       | Yun Seung-hyun          | Jižní Korea            | xxo  | xxx  |      |      | 2,17     |       |

### Finále
| Poř.             | Skokan                  | Země                   | 2,20 | 2,25 | 2,29 | 2,33 | 2,36 | 2,38 | 2,40 | Výsledek | Pozn. |
| ---------------- | ----------------------- | ---------------------- | ---- | ---- | ---- | ---- | ---- | ---- | ---- | -------- | ----- |
| Zlatá medaile    | Derek Drouin            | Kanada                 | o    | o    | o    | o    | o    | o    | x    | 2,38     |       |
| Stříbrná medaile | Mutaz Essa Baršim       | Katar                  | o    | o    | o    | o    | o    | xxx  |      | 2,36     |       |
| Bronzová medaile | Bohdan Bondarenko       | Ukrajina               | –    | o    | –    | o    | –    | xx–  | x    | 2,33     |       |
| 4                | Robert Grabarz          | Velká Británie         | o    | xo   | o    | o    | xxx  |      |      | 2,33     | =SB   |
| 4                | Andrij Procenko         | Ukrajina               | o    | o    | xo   | o    | xxx  |      |      | 2,33     | SB    |
| 6                | Erik Kynard             | Spojené státy americké | o    | xo   | o    | xxo  | xxx  |      |      | 2,33     |       |
| 7                | Majededdin Ghazal       | Sýrie                  | o    | o    | o    | xxx  |      |      |      | 2,29     |       |
| 7                | Kyriakos Ioannou        | Kypr                   | o    | o    | o    | xxx  |      |      |      | 2,29     |       |
| 7                | Donald Thomas           | Bahamy                 | o    | o    | o    | xxx  |      |      |      | 2,29     |       |
| 10               | Tihomir Ivanov          | Bulharsko              | o    | xo   | o    | xxx  |      |      |      | 2,29     | =PB   |
| 11               | Trevor Barry            | Bahamy                 | o    | o    | xxx  |      |      |      |      | 2.25     |       |
| 12               | Dimítrios Chondrokoúkis | Kypr                   | xo   | o    | xxx  |      |      |      |      | 2,25     |       |
| 13               | Luis Castro             | Portoriko              | o    | xxo  | xxx  |      |      |      |      | 2,25     |       |
| 14               | Jaroslav Bába           | Česko                  | o    | xxx  |      |      |      |      |      | 2,20     |       |
| 15               | Brandon Starc           | Austrálie              | xo   | xxx  |      |      |      |      |      | 2,20     |       |